# Brussels Gekleurd
Brussels Gekleurd (Bruxelles en Couleurs) was een tweetalige organisatie in Brussel die een 200-tal verenigingen, jeugdhuizen, zelforganisaties, ateliers, ... groepeerde. Tot de ledenorganisaties behoorden zowel kleine lokale initaitieven, als het Masereelfonds, OKRA, KAV Intercultureel, KWB, etc. Brussels Gekleurd ijverde voor versterking van, en samenwerking tussen de verschillende Brusselse wijken, en de promotie van interculturele contacten.
In 2006 ontving Brussels Gekleurd de emanicipatieprijs van de Vereniging voor Ontwikkeling en Emancipatie van Moslims.

## Geschiedenis
Brussels Gekleurd ontstond uit het project Samen Uit, Samen Thuis, waarna enkele Vlaamse socioculturele verenigingen blijvend bleven samenwerken tegen onverdraagzaamheid en racisme, waarbij vanaf 1991 werd samengewerkt met verenigingen van migranten, waaronder het Centre Bruxellois d’Action Interculturelle dat een zeventigtal migrantengroepen verenigt. De samenwerking was een tegenreactie op de uitslag van Belgische federale verkiezingen 1991, in de media ook wel Zwarte Zondag genoemd omdat het de eerste verkiezing was waarbij het Vlaams Belang (toen nog Vlaams Blok) voor het eerst een belangrijke vooruitgang maakte. 
In mei 1992 ging de eerste editie van Brussels Gekleurd van start met buurtanimaties in verschillende wijken, en een gezamenlijk slotfeest in de Ancienne Belgique. Deze feesten zouden jaarlijks worden herhaald. In 2006 werden 230 evenementen georganiseerd.
In 1996 werd de feitelijke vereniging een officiële vzw. De Waalse Gemeenschapscommissie Cocof besloot vanaf 2006 geen subsidie meer uit te keren aan Brussels Gekleurd, omdat Brussels Gekleurd een tweetalige vereniging was. De Vlaamse gemeenschap bleef wel nog subsidie verlenen, maar dit bedrag was onvoldoende om de werking verder te zetten en in 2008 ging de vereniging in vereffening.